# هيتايني بارك
هيتايني بارك (بالإنجليزية: Hettienne Park)‏ هي ممثلة أمريكية، ولدت في 7 مارس 1983 ببوسطن في الولايات المتحدة. من الجوائز التي نالتها جائزة المسرح العالمي سنة 2012.

## أعمال

### أفلام
- (2009) حروب العرائس[6][7]
- (2011) شاب بالغ[8]

### مسلسلات
- هانيبال

## جوائز
- جائزة المسرح العالمي (2012)

## وصلات خارجية
- هيتايني بارك على موقع IMDb (الإنجليزية)
- هيتايني بارك على موقع قاعدة بيانات برودواي على الإنترنت (الإنجليزية)
- هيتايني بارك على موقع قاعدة بيانات الفيلم (الإنجليزية)